# EMac
L'eMac (abbreviazione di education Mac) è un computer all-in-one prodotto da Apple Inc. dal 2002 al 2005, si basa sul processore PowerPC G4 nelle sue versioni 7450, 7455, 7447 e 7457.

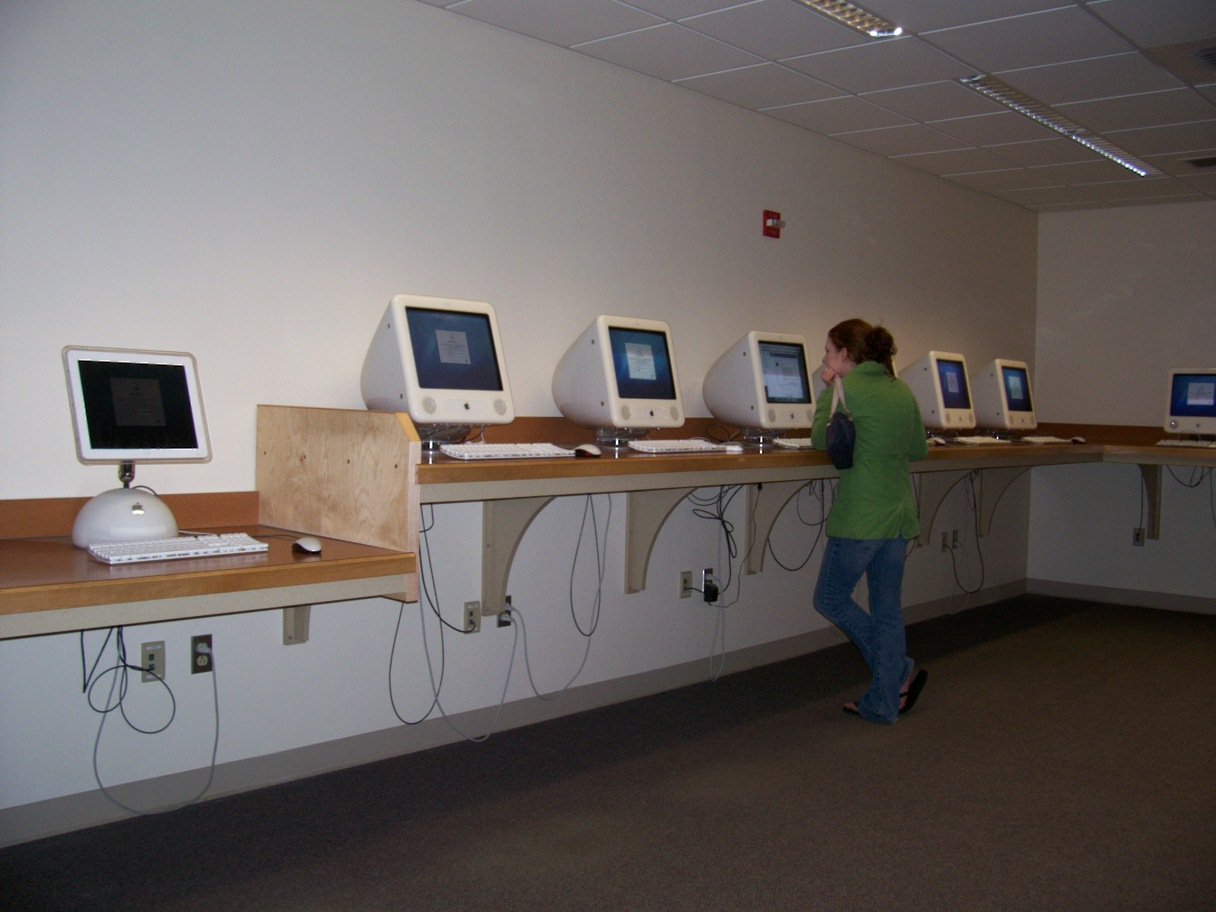
Un cluster di eMac all'Università del Maine

Come l'iMac G3 di cui riprendono parte del design sono in policarbonato bianco lucido. Gli eMac differenziano dall'adozione del più prestante processore PowerPC G4 e l'uso di un monitor crt da 17 pollici.

## Versioni

### eMac (inizio 2002)
Apple introduce gli eMac nell'aprile del 2002 come alternativa a basso costo del nuovo iMac LCD. Inizialmente li rende disponibili solo per gli utenti scolastici, anche se un mese dopo modifica l'iniziale divieto e li rende disponibili anche a grande pubblico.
Le caratteristiche degli eMac sono: uno schermo CRT piatto da 17 pollici, 128 MB di memoria RAM, un processore G4 funzionante a 700 o 800 MHz una scheda grafica nVidia GeForce2 MX e due altoparlanti stereo da 16 watt integrati. Il prezzo al pubblico andava da $1099 a $1499 a seconda del modello. La soglia di prezzo copriva perfettamente la fascia di prezzo lasciata vuota dagli iMac, infatti il vecchio iMac costava $799 mentre il nuovo iMac LCD costava $1499.

### eMac (metà 2003)
Apple dismette la linea dei vecchi iMac nel marzo 2003 e a maggio dello stesso anno aggiorna gli eMac e ne riduce il prezzo portandoli nella fascia di prezzo dei vecchi iMac. La revisione porta la frequenza fino a 1 GHz, ed elimina quello a 700 MHz. La scheda grafica viene aggiornata. Viene installata una ATI Radeon 7500.

### eMac (fine 2003)
La linea eMac viene nuovamente rivista nell'ottobre del 2003. Il modello a 800 MHz viene eliminato e il modello a 1 GHz viene deprezzato. Viene aggiunta la possibilità di chiedere il SuperDrive come opzione in modo da poter masterizzare i DVD.

### eMac (inizio 2004)
L'ultima versione dell'eMac è stata messa in commercio nell'aprile del 2004 e include RAM DDR SDRAM e un processore più veloce, da 1,25 Ghz prima e da 1,42 Ghz poi.

### eMac (metà 2005)
La linea eMac è stata dismessa il 12 ottobre 2005, per poi essere ripresentata il 5 luglio 2006 come una versione dell'iMac da 17" depotenziata e mancante di alcune caratteristiche quali il bluetooth e l'Apple Remote.

## Galleria d'immagini

Viste
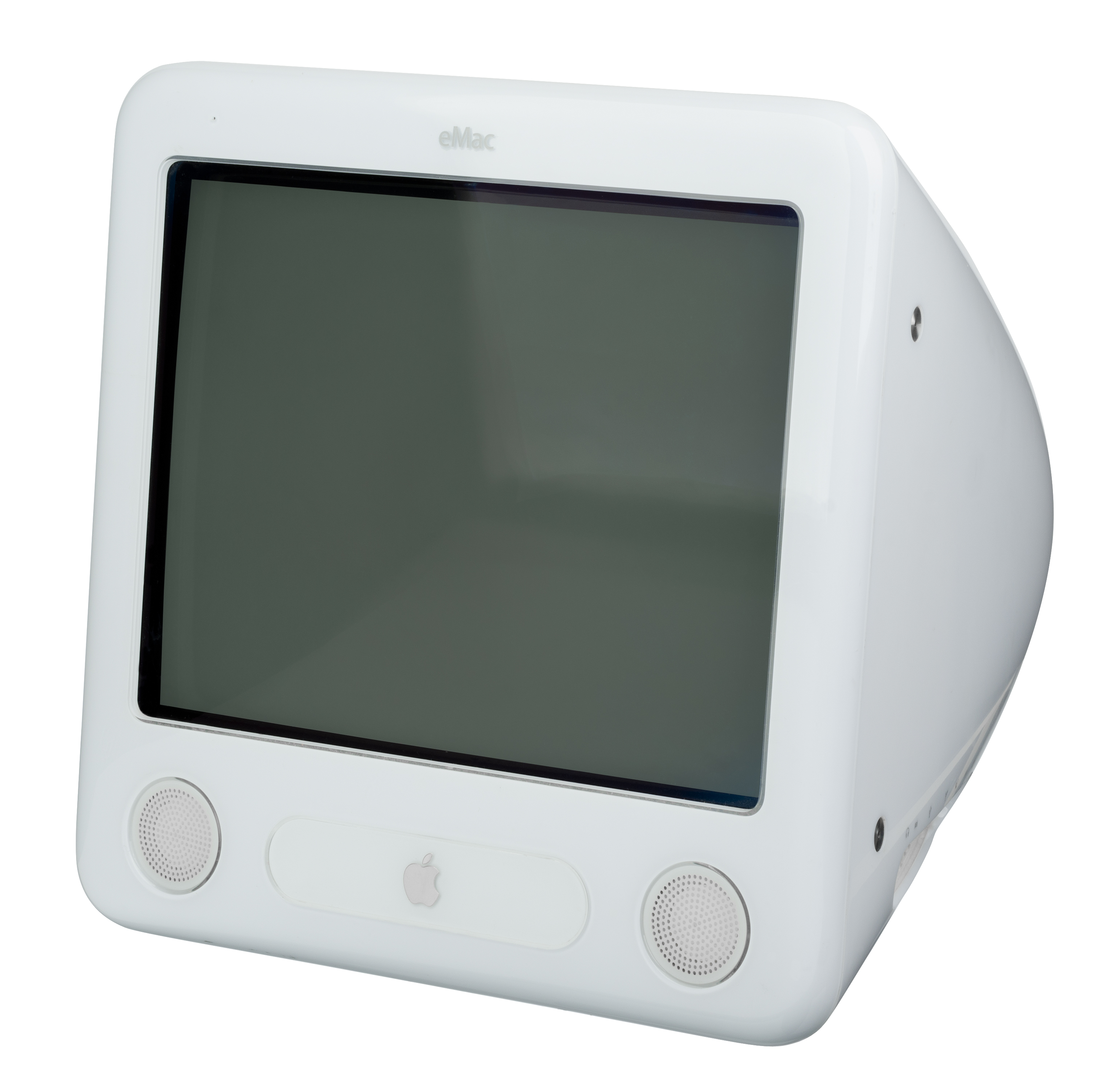
Frontale
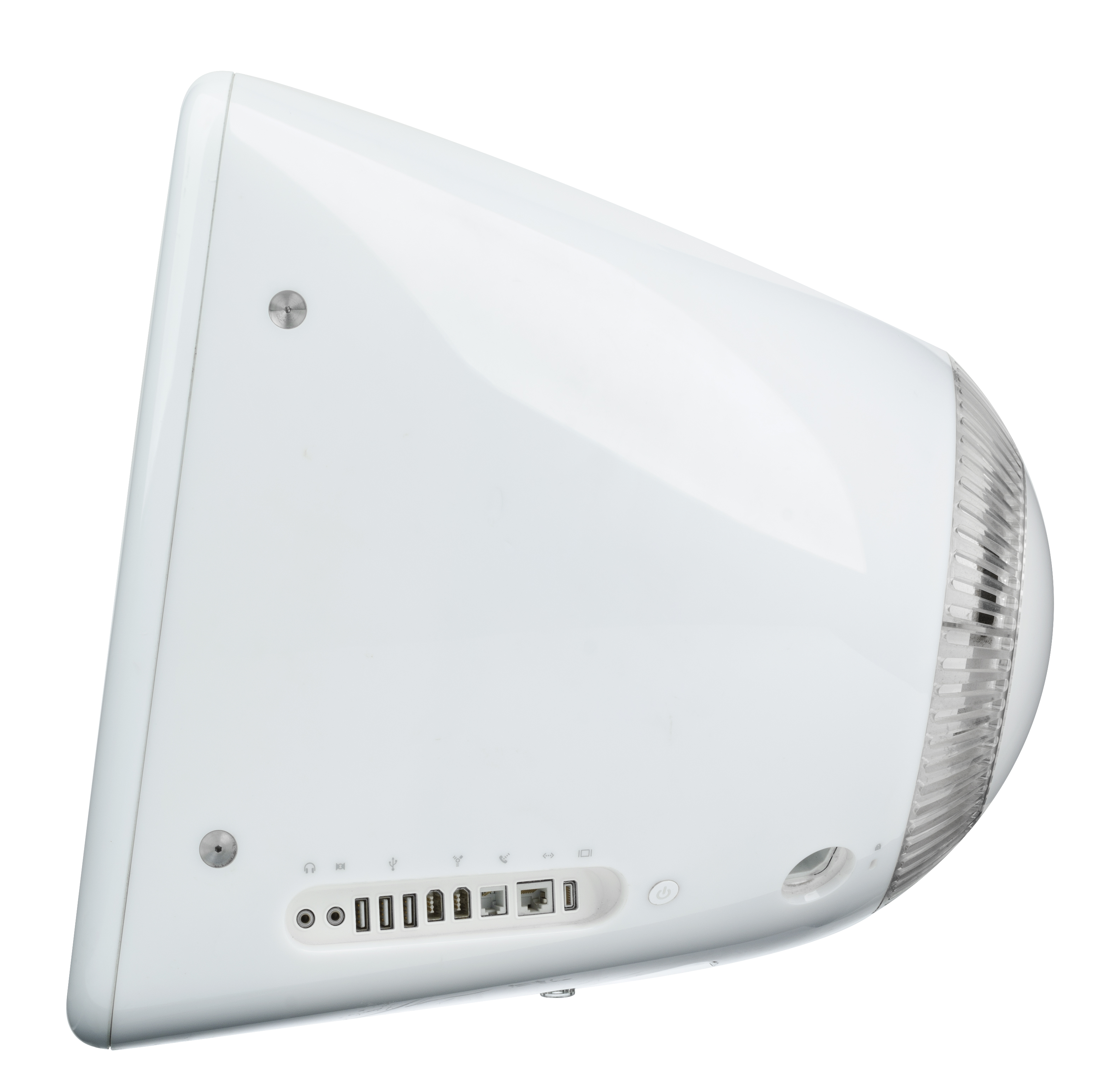
Laterale
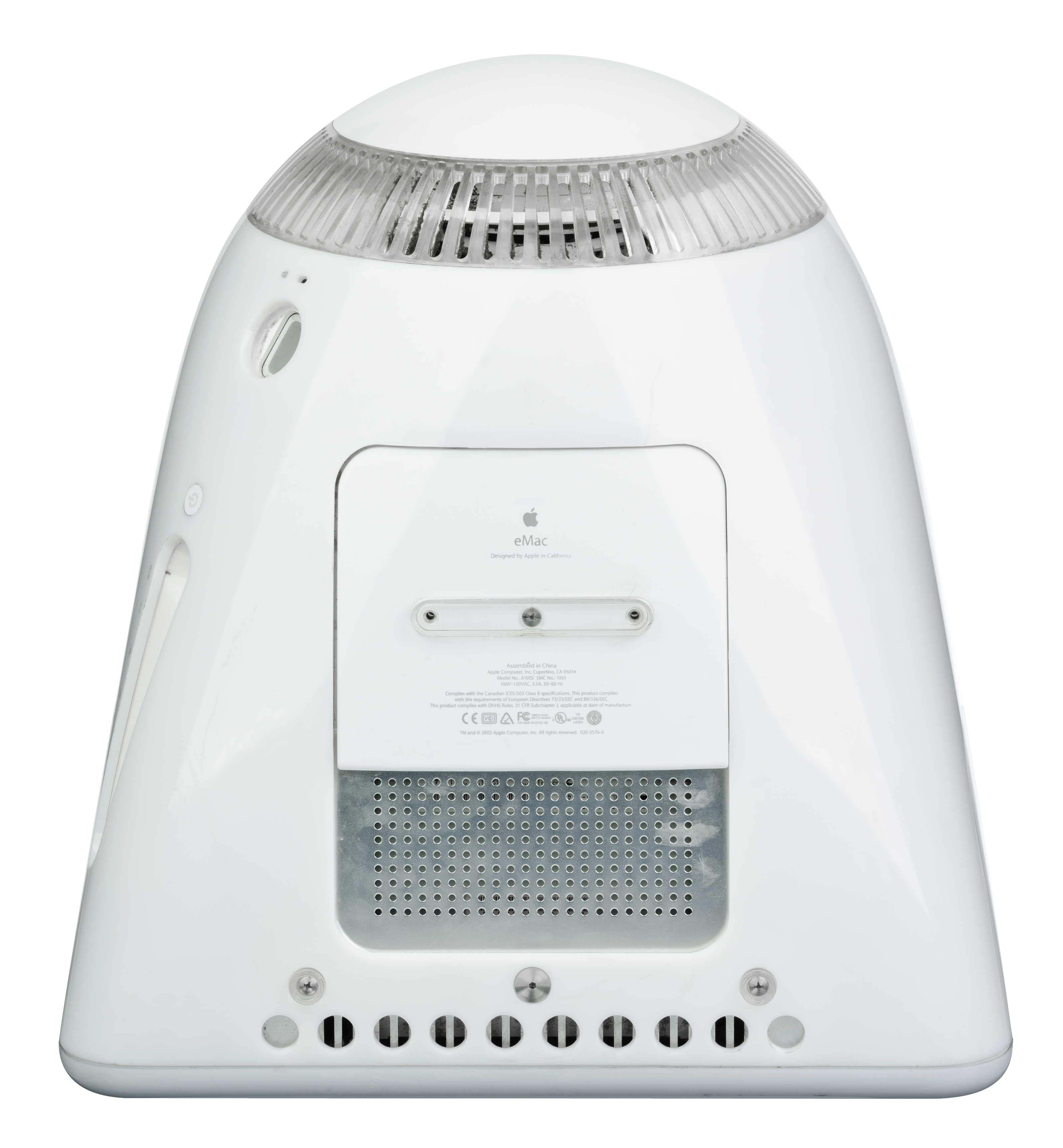
Inferiore